# 安妮·考特斯
安妮·考特斯  OBE （1925年12月12日 - 2018年5月8日）是一位英国电影剪輯师。安妮·考特斯生于英国萨里郡賴蓋特。 她曾在英国一家整形外科医院担任护士。 
考特斯在观看了威廉·惠勒执导的《呼啸山庄》（1939年）后对电影产生了兴趣。 她决定進軍電影界，并在一家专门制作宗教电影的制片公司担任助理，同时还从事放映和录音工作。她负责修復胶片，然后在英国的各个教堂巡回放映。之後她又跳槽到松林制片厂擔任助理电影剪辑师。 
她是大卫·利恩执导的史诗片《阿拉伯的劳伦斯》（1962年）的剪辑师，并凭借该片获得奥斯卡最佳影片剪辑奖。此外，安妮·考特斯还凭借《象人》（1980年）、《火线狙擊》 （1993年）和《战略高手》 （1998年）获得奥斯卡提名。